# 瓦曼拉索山
12°54′57″S 75°2′34″W / 12.91583°S 75.04278°W
瓦曼拉索山（西班牙語：Huamanrazu），是秘魯的山峰，位於該國中部萬卡韋利卡大區的卡斯特羅維雷納省和萬卡韋利卡省，屬於安第斯山脈的一部分，海拔高度5,304米。